# Werksbahnen der Zuckerfabrik Ingenio Ledesma
| Werksbahnen der Zuckerfabrik Ingenio Ledesma | Werksbahnen der Zuckerfabrik Ingenio Ledesma |
| --- | -------------------------------------------- |
| Feldbahn vor der Zuckerfabrik |                                              |
| Streckenlänge: | 508 mm (1938): 138 km 700 mm (1938): 156 km  |
| Spurweite: | 508 mm, 700 mm und 1000 mm                   |
| Maximale Neigung: | 8,5 ‰                                        |
| |                                              |
| Um 1980 genutzte Strecken: - Vía Enrique: 22 km - Vía Palo Blanco: 17 km - Vía Rio Seco: 15 km - Vía Cañitas: 18 km - Vía Palmitas: 17 km - Vía San Antonio: 7 km - Vía Carlos: 5 km - Vía Florencia: 8 km - Via Manantiales: 9 km - Summe: 118 km |                                              |

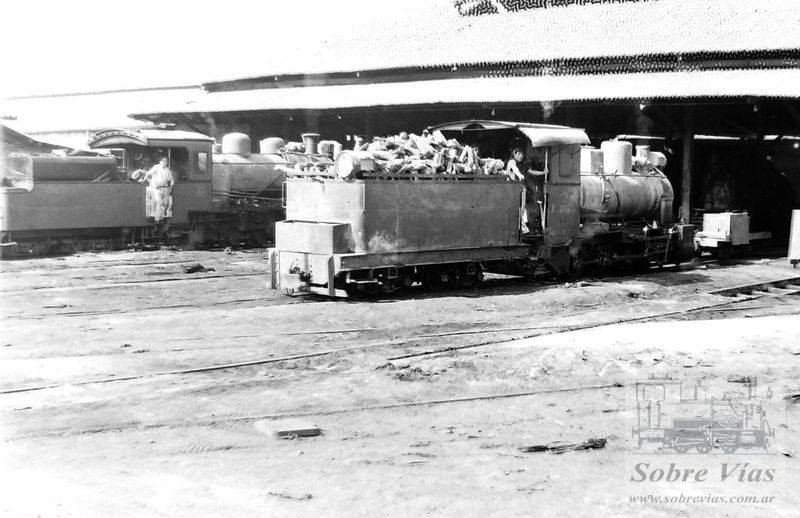
Dampflokomotiven mit Tendern für Zuckerrohrabfälle und hinten Nr. 12 für Petroleum, 1963–1965

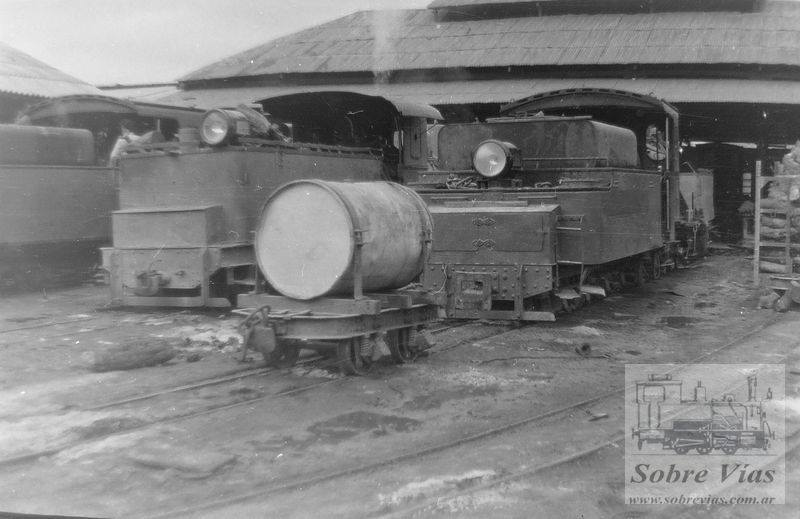
Lokschuppen, 1963–1965

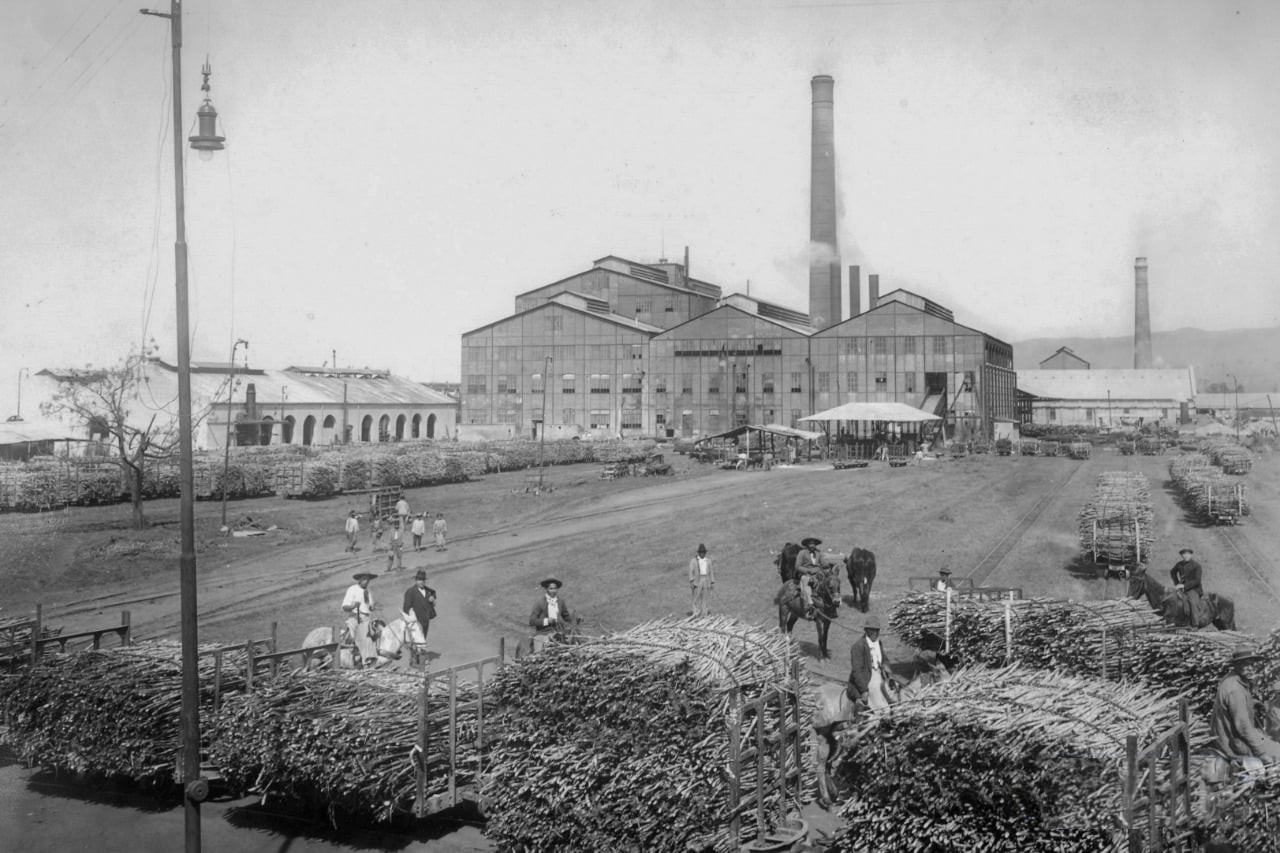
Zckerrohrtransport mit von Pferden gezogenen Feldbahnloren

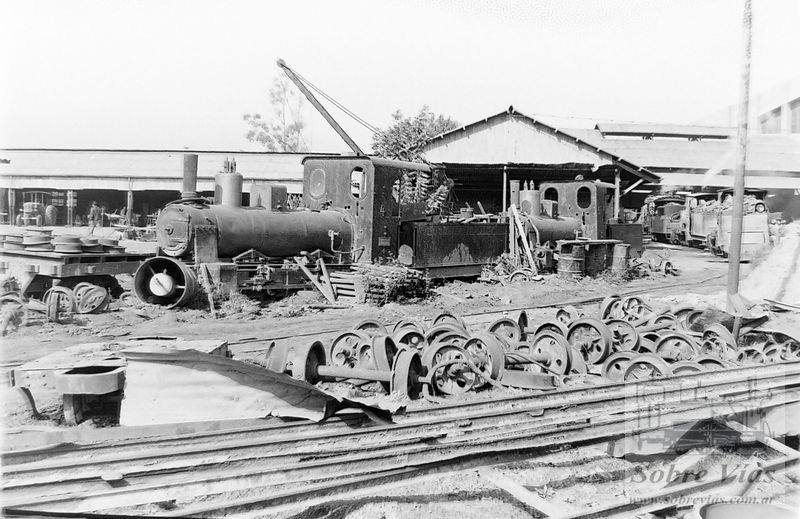
Depot, 1963–1965

Die Werksbahnen der Zuckerfabrik Ingenio Ledesma (spanisch Ferrocarril en el Ingenio Ledesma) in der Provinzhauptstadt Libertador General San Martín des Departamento Ledesma der Provinz Jujuy im Nordwesten Argentiniens hatten drei unterschiedliche Spurweiten von 508 mm, 700 mm und 1000 mm.

## Geschichte
Die Zuckerfabrik Ingenio Ledesma wurde gegen Ende des 19. Jahrhunderts von der Firma Ovejero und Cerda gegründet, die sie bis 1911 betrieb. Das Ingenio Ledesma ist die bedeutendste Zuckerfabrik in der Gegend, um 1910 arbeiteten dort direkt und indirekt 4.100 Menschen. Für den Transport von Zuckerrohr wurde 1909 mit dem Bau eines Feldbahnnetzes mit einer Spurweite von 508 mm begonnen.
Im Jahr 1911 wurde eine Aktiengesellschaft gegründet, die mit französischen Investoren in Argentinien verbunden war, die die Niederlassung mit einem bedeutenden Darlehen der französischen Bank erwarben. Diese Bank, die 1914 aufgrund finanzieller Probleme ihren Betrieb einstellte, verwaltete die Mühle viele Jahre lang direkt.
Nach dem Ersten Weltkrieg wurde beschlossen, das Feldbahnnetz zu erweitern, nun jedoch mit einer Spurweite von 700 mm und größerer Kapazität.
Ingenio Ledesma verfügte über ein sehr ausgedehntes Eisenbahnnetz, das nach Angaben von 1925 insgesamt 165 km der beiden Spurweiten umfasste und 1938 sogar 294 km erreichte. Die Verbindung zum Bahnhof der Córdoba-Linie nach Tucumán hatte metrische Spurweite und wurde mit werkseigenen Dampfloks betrieben.
Nach Angaben aus dem Jahr 1924 besaß und betrieb Ledesma Sugar Estates & Refining Co. Ltd eine schmalspurige Nebenstrecke in Verbindung mit der firmeneigenen Zuckerfabrik in Ledesma, Provinz Jujuy. Die Strecke dient ausschließlich der industriellen Nutzung und bot keinen Personenverkehr an. Das Unternehmen bestand hauptsächlich aus britischem und deutschem Kapital und war als Società a responsabilità limitata eingetragen.
Die durchschnittliche Gesamtmenge des transportierten Zuckerrohrs und anderer Materialien überstieg 325.000 Tonnen.
Die maximale Steigung von den Zuckerfeldern bis zur Fabrik betrug 8,5 ‰.

## Feldbahn
Die Gleise der 508-mm-Feldbahn hatte ein Metergewicht von 7 kg pro Meter. Es gab folgende Lokomotiven:
| Spurweite | Nr. | Werks-Nr. | Baujahr   | Hersteller | Bauart | Achsen                   |
| --------- | --- | --------- | --------- | ---------- | ------ | ------------------------ |
| 508       |     | 3157      | Nov. 1908 | O&K        | D      | Klien-Lindner-Hohlachsen |
| 508       |     | 3505      | Mai 1909  | O&K        | D      | Klien-Lindner-Hohlachsen |
| 508       |     | 3787      | Dez. 1909 | O&K        | D      | Klien-Lindner-Hohlachsen |
| 508       |     | 3788      | Dez. 1909 | O&K        | D      | Klien-Lindner-Hohlachsen |
| 508       |     | 4380      | Nov. 1910 | O&K        | D      | Klien-Lindner-Hohlachsen |

## Schmalspurbahn
Die Gleise der 700-mm-Schmalspurbahn hatte ein Metergewicht von 12 kg pro Meter. Die Schwellen wurden aus heimischem Holz hergestellt. Es gab folgende Lokomotiven:
| Spurweite | Nr. | Werks-Nr. | Baujahr   | Hersteller | Bauart | Achsen                   | Bild |
| --------- | --- | --------- | --------- | ---------- | ------ | ------------------------ | ---- |
| 700       |     | 5174      | Jan. 1912 | O&K        | D      | Klien-Lindner-Hohlachsen |      |
| 700       | 9   | 5175      | Jan. 1912 | O&K        | D      | Klien-Lindner-Hohlachsen |      |
| 700       | 10  | 6051      | Feb. 1913 | O&K        | D      | Klien-Lindner-Hohlachsen |      |
| 700       |     | 6975      | Jan. 1914 | O&K        | D      | Klien-Lindner-Hohlachsen |      |
| 700       |     | 9080      | Jul. 1920 | O&K        | D      | Klien-Lindner-Hohlachsen |      |
| 700       |     | 10380     | Dez. 1922 | O&K        | D      | Klien-Lindner-Hohlachsen |      |
| 700       | 12  | 11548     | Dez. 1927 | O&K        | D      | Klien-Lindner-Hohlachsen |      |
| 700       |     | 12895     | Apr. 1937 | O&K        | D      | Luttermöller-Achsen      |      |
| 700       |     | 28454     | 1959      | Henschel   | D      | Luttermöller-Achsen      |      |
| 700       |     | 28455     | 1959      | Henschel   | D      | Luttermöller-Achsen      |      |
| 700       |     | 28456     | 1959      | Henschel   | D      | Luttermöller-Achsen      |      |

## Meterspurbahn
| Spurweite | Nr. | Werks-Nr. | Baujahr | Hersteller              | Bauart | Bild |
| --------- | --- | --------- | ------- | ----------------------- | ------ | ---- |
| 1000      | 9   |           |         | Henschel                |        |      |
| 1000      | 11  | 9414      | 1920    | O&K                     | C      |      |
| 1000      | 12  |           |         | Henschel                |        |      |
| 1000      | 13  | 9908      | 1922    | O&K                     | B      |      |
| 1000      | 14  | 10092     | 1926    | O&K                     | C      |      |
| 1000      | 17  |           |         | Henschel                |        |      |
| 1000      | 18  |           |         | Henschel                | D      |      |
| 1000      | 19  | 1960      | 1922    | Henschel                | B-DH   |      |
| 1000      | 20  | 1960      | 1922    | Ruston                  | B-DH   |      |
| 1000      |     | 1993      | 1922    | Eigenbau mit Fiat-Motor | B-DM   |      |

## Schrittweise Einstellung des Bahnbetriebs
Bis 1982 waren noch mehrere Zweigstrecken in Betrieb. 1986 wurden die Gleise jenseits der Nationalstraße 34 und der Belgrano-Eisenbahn nicht mehr genutzt. 1993 wurde der Werksbahnverkehr komplett eingestellt. Die Lokomotiven und Wagen sowie das Gleismaterial wurden versteigert. Einige von ihnen sind erhalten geblieben.